# Stanisław Nowak

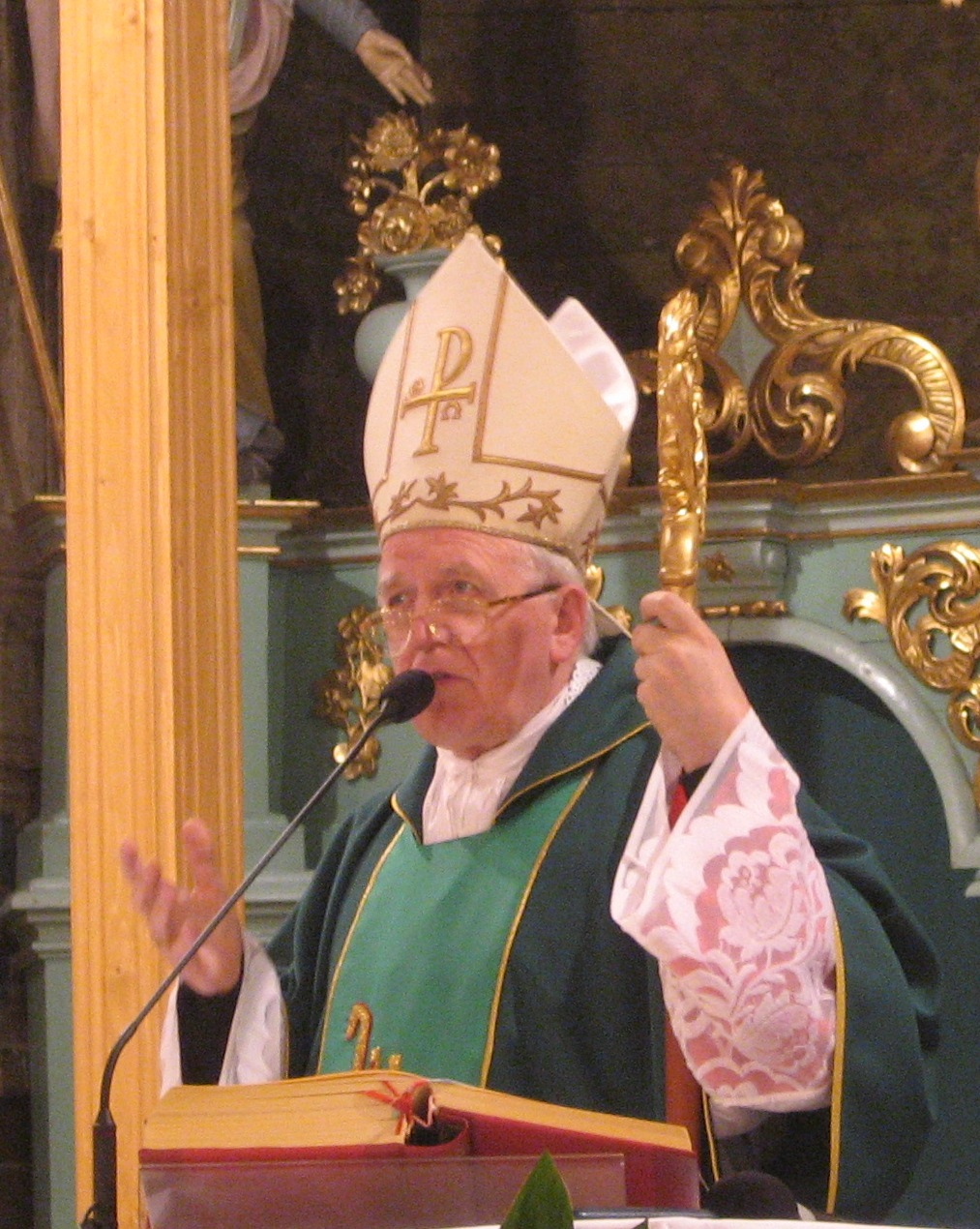
Erzbischof Stanisław Nowak

Stanisław Nowak (* 11. Juli 1935 in Jeziorzany, Polen; † 12. Dezember 2021) war ein polnischer Geistlicher und römisch-katholischer Erzbischof von Częstochowa (Tschenstochau).

## Leben
Nach dem Eintritt ins Erzbischöfliche Priesterseminar in Krakau studierte er dort von 1953 bis 1958 am Priesterseminar. Parallel dazu studierte er Philosophie und Katholische Theologie an der Theologischen Fakultät der Jagiellonen-Universität und, nach deren Auflösung, an der Päpstlichen Theologischen Fakultät in Krakau. Stanisław Nowak empfing am 22. Juni 1958 durch Erzbischof Eugeniusz Baziak das Sakrament der Priesterweihe für das Erzbistum Krakau in der Königlichen Basilika und Erzkathedrale der Heiligen Stanislaus und Wenzeslaus am Wawelhügel in Krakau. Anschließend war er zunächst Kaplan in Chocznia und später in Ludźmierz und Rogoźnik. Von 1963 bis 1979 war er Spiritual am Krakauer Priesterseminar, mit einer Unterbrechung zum Fachtheologiestudium am Institut Catholique de Paris von 1967 bis 1971, das er mit der theologischen Promotion abschloss. Ab 1971 leitete er die Abteilung für Theologie der Päpstlichen Theologischen Fakultät in Krakau und ab 1981 die Theologische Fakultät der Päpstlichen Theologischen Akademie. Papst Johannes Paul II. verlieh ihm am 2. März 1979 den Ehrentitel Kaplan Seiner Heiligkeit (Monsignore), 1982 wurde er zum Kanoniker des Erzkathedralkapitels in Krakau ernannt und wurde Mitglied des Priesterrates.
Am 26. Oktober 1984 ernannte ihn Johannes Paul II. zum Bischof von Częstochowa. Die Bischofsweihe spendete ihm Józef Kardinal Glemp am 25. November desselben Jahres in der Kathedrale von Częstochowa; Mitkonsekratoren waren der Krakauer Erzbischof Franciszek Kardinal Macharski und der Tschenstochauer Weihbischof Tadeusz Stanislaw Szwagrzyk. Die feierliche Amtsübernahme erfolgte kurz darauf am 8. Dezember. Nach der Neustrukturierung der Katholischen Kirche in Polen durch die von Johannes Paul II. erlassene Apostolische Konstitution Totus tuus Poloniae populus vom 25. März 1992 und der damit verbundenen Erhebung des Bistums Częstochowa zur Erzdiözese wurde Stanisław Nowak zum ersten Erzbischof von Częstochowa und damit zum ersten Metropoliten der neugeschaffenen gleichnamigen Kirchenprovinz bestellt.
In der Polnischen Bischofskonferenz war er Vorsitzender der Marianischen Kommission, Vorsitzender des Ausschusses für die Heiligtümer, des Ausschusses für Kontakte mit der französischen Bischofskonferenz und stellvertretender Vorsitzender des Komitees für Religiöse Seminare. Außerdem war er Mitglied der Kommission für allgemeine Seelsorge, der Kommission für den Klerus und der Kommission für geistliche Berufe. Er war auch Delegierter der Polnischen Bischofskonferenz für den Exorzismus in Polen. Am 24. Juni 2004 ernannte ihn Papst Johannes Paul II. zum zweiten Vizepräsidenten der Päpstlichen Akademie der Immaculata. Er war Autor zahlreicher Veröffentlichungen zur Theologie.
Am 29. Dezember 2011 nahm Papst Benedikt XVI. sein aus Altersgründen vorgebrachtes Rücktrittsgesuch an.